# غرنوقي ثلاثي العروف
غرنوقي ثلاثي العروف (الاسم العلمي:Geranium trilophum) هو نوع من النباتات يتبع جنس الغرنوقي من الفصيلة الغرنوقية.